# Amphiprion chrysopterus
Amphiprion chrysopterus, el pez payaso de aletas doradas es una especie de pez payaso de la familia Pomacentridae. 
Pertenecen a los denominados peces payaso, o peces anémona, y viven en una relación mutualista con anémonas Entacmaea quadricolor, Heteractis aurora, Heteractis crispa, Heteractis magnifica, Stichodactyla haddoni, y Stichodactyla mertensii.

## Morfología
Presenta una coloración marrón oscuro, en la parte posterior de la cabeza y el cuerpo, con una franja blanca, vertical, en la cabeza, que desciende detrás del ojo; y otra, también blanca y vertical,  desde la mitad de la espalda, hasta el ano. Con amarillo o naranja en el hocico, boca, vientre y aletas. La aleta caudal puede ser blanca. Los ejemplares adultos de Australia tienen la aleta anal marrón oscuro a negro. Los juveniles son color naranja mate.
Cuenta con 10-11 espinas y 15-17 radios blandos dorsales; 2 espinas y 13-14 radios blandos anales.
Las hembras pueden llegar a alcanzar los 17 cm de longitud total.

## Reproducción
Es  monógamo y hermafrodita secuencial protándrico, esto significa que todos los alevines son machos, y que tienen la facultad de convertirse en hembras, cuando la situación jerárquica en el grupo lo permite, siendo el ejemplar mayor del clan el que se convierte en la hembra dominante, ya que se organizan en matriarcados.
Su género es algo fácil de identificar, ya que la hembra, teóricamente es la más grande del clan. Cuando ésta muere, el pequeño macho dominante se convierte en una hembra. 
Son desovadores bénticos. El número de huevos anuales producido por una hembra adulta oscila entre 3.000 y 5.000, y su rango de fecundidad entre 128-632, dependiendo del tamaño y experiencia de la madre. Los huevos son demersales, de forma elíptica, y adheridos al sustrato. La reproducción se produce en cuanto comienza a elevarse la temperatura del agua, aunque, como habitan en aguas tropicales, se pueden reproducir casi todo el año. El macho prepara el lugar de la puesta, en un sustrato duro en la base de una anémona, y, tras realizar las maniobras del cortejo, espera a que la hembra fije los huevos allí, y los fertiliza. Posteriormente, agita sus aletas periódicamente para oxigenar los embriones, y elimina los que están en mal estado. Tras un periodo de 6-7 días, cuando los alevines se liberan, no reciben atención alguna de sus padres. Deambulan en aguas superficiales en fase larval durante 8 a 12 días, posteriormente descienden al fondo en busca de una anémona, y mutan a su coloración juvenil.

## Alimentación
Se alimenta de algas bénticas y pequeños invertebrados del zooplancton, como copépodos, gusanos y tunicados pelágicos.

## Hábitat y comportamiento
Es un pez de mar, no migratorio, de clima tropical (15°N-15°S), y asociado a los  arrecifes de coral, que vive entre 1-40 m de profundidad. De adultos frecuentan lagunas y arrecifes exteriores.
Mantiene una relación mutualista con anémonas  Entacmaea quadricolor, Heteractis aurora, Heteractis crispa, Heteractis magnifica, Stichodactyla haddoni, y Stichodactyla mertensii.

## Distribución geográfica
Se distribuye en el Océano Pacífico sudoeste: en Australia, isla Carolina, Filipinas, Fiyi, Guam, Indonesia, Kiribati, islas Marianas del Norte, islas Marshall, Micronesia, Niue, Palaos, Papúa Nueva Guinea, islas Salomón, Samoa, Tahití, Tonga, Tuamotu, Vanuatu y Vietnam.

## Galería

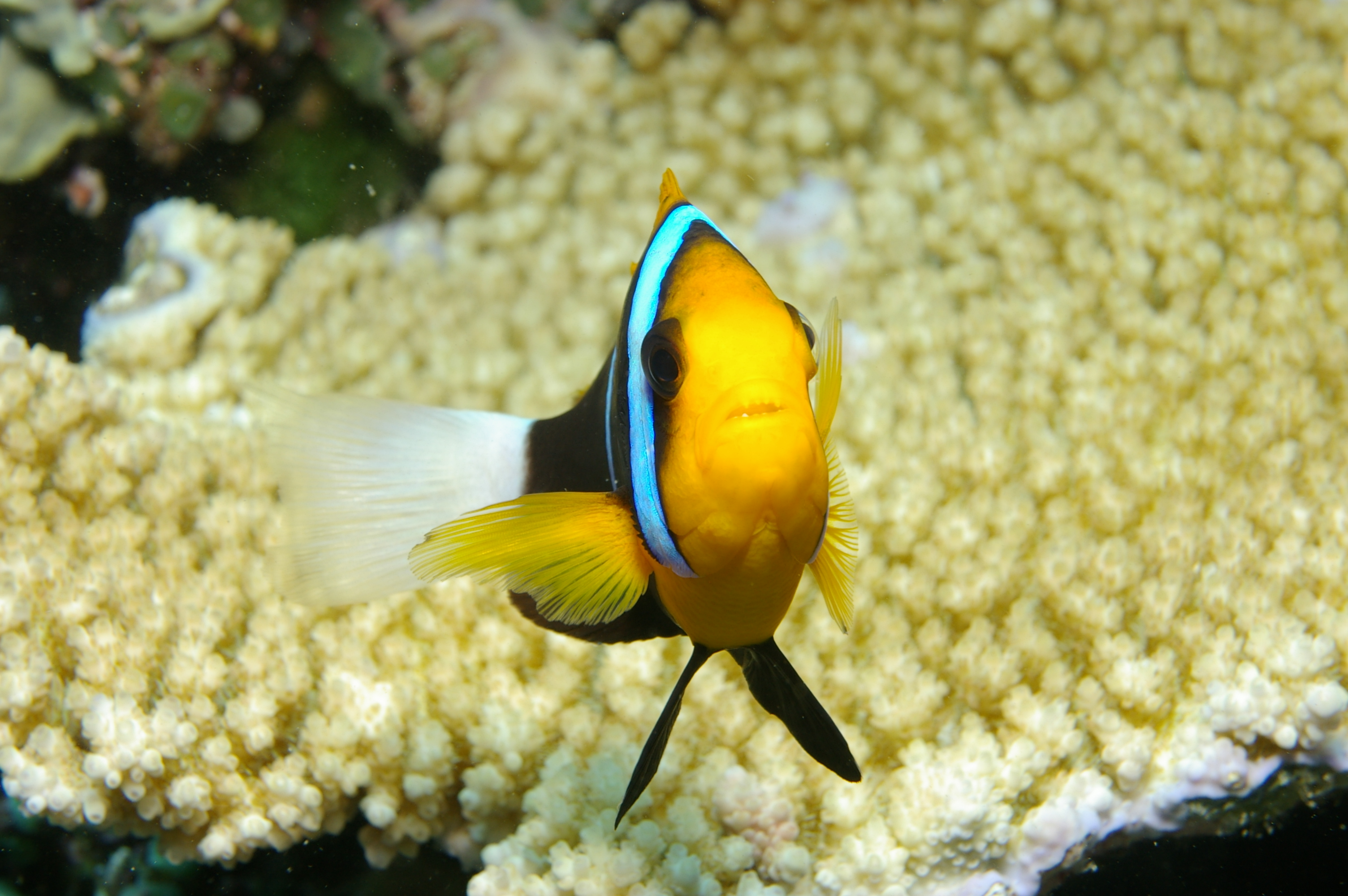
Vista frontal de  A. chrysopterus
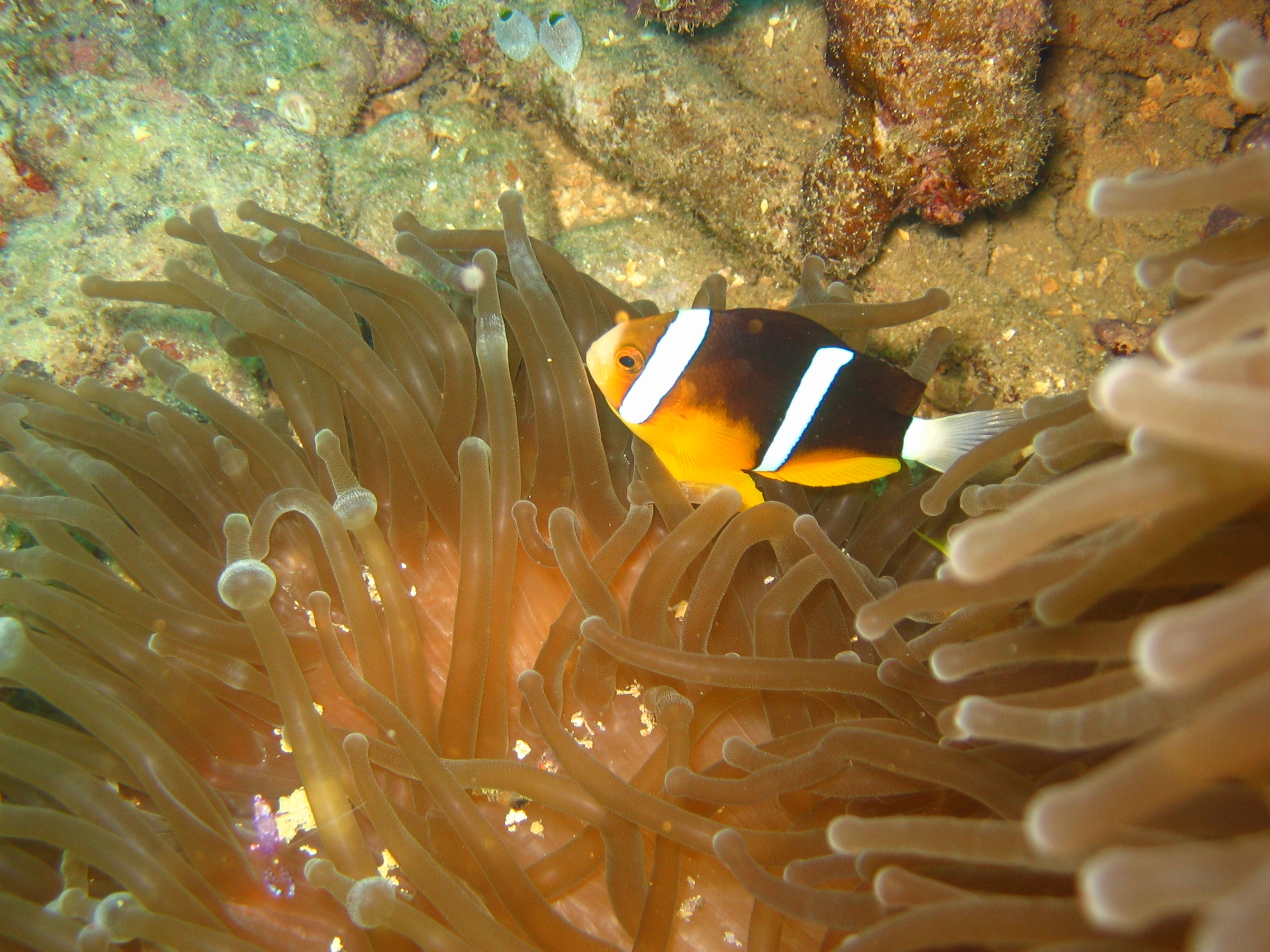
A. chrysopterus en anémona Heteractis magnifica, Chuuk, Micronesia
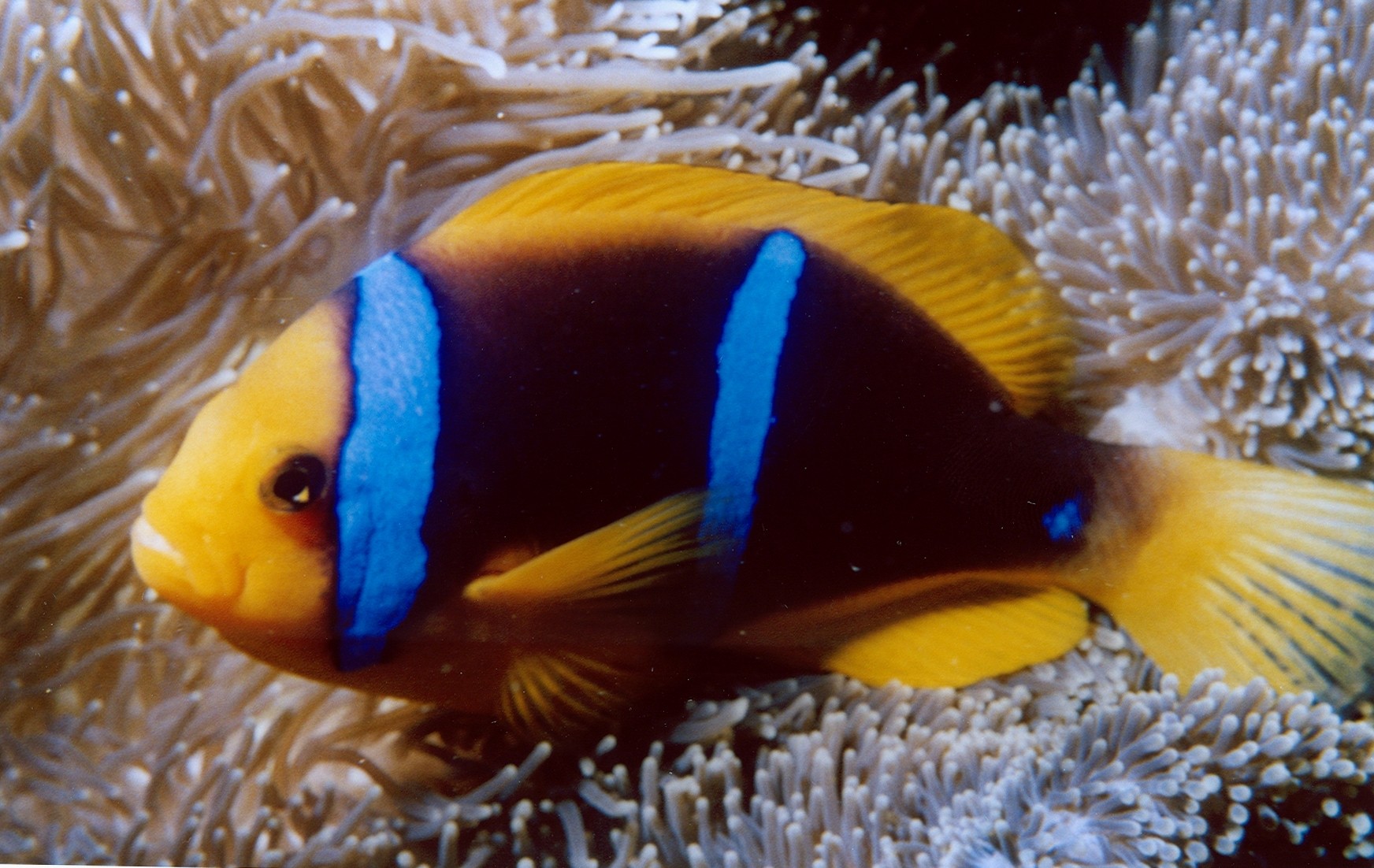
A. chrysopterus en islas Marianas del Norte
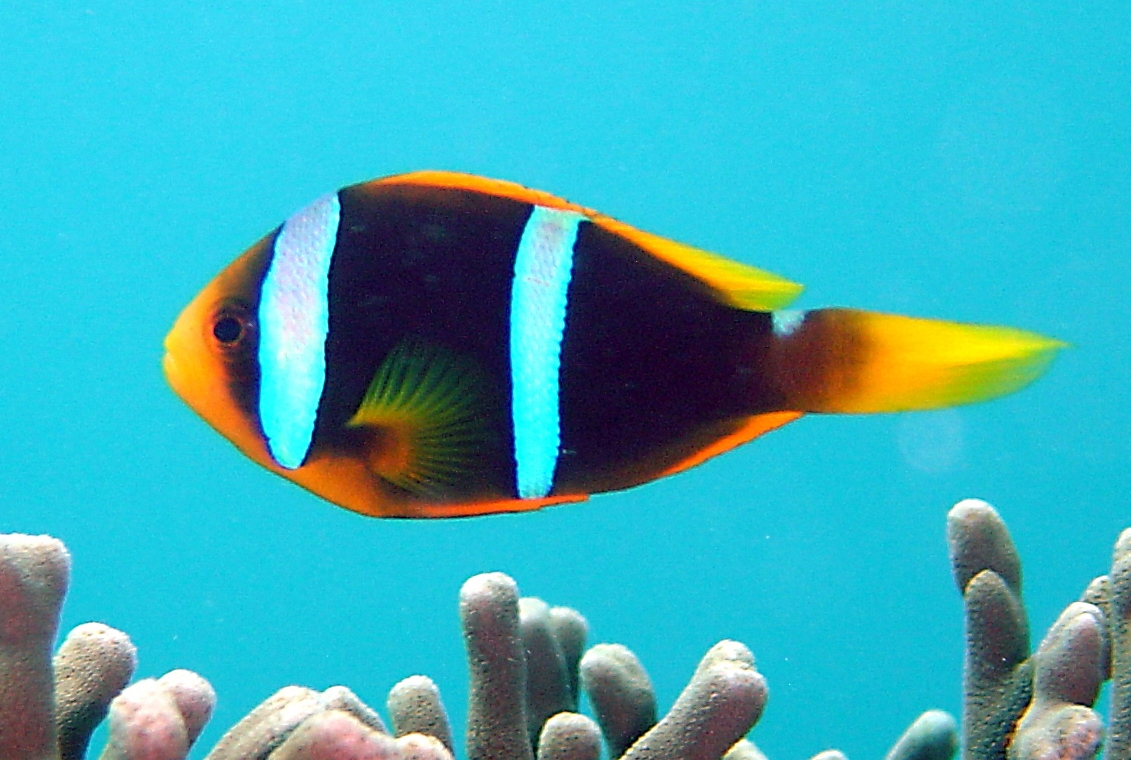
A. chrysopterus en Samoa Americana
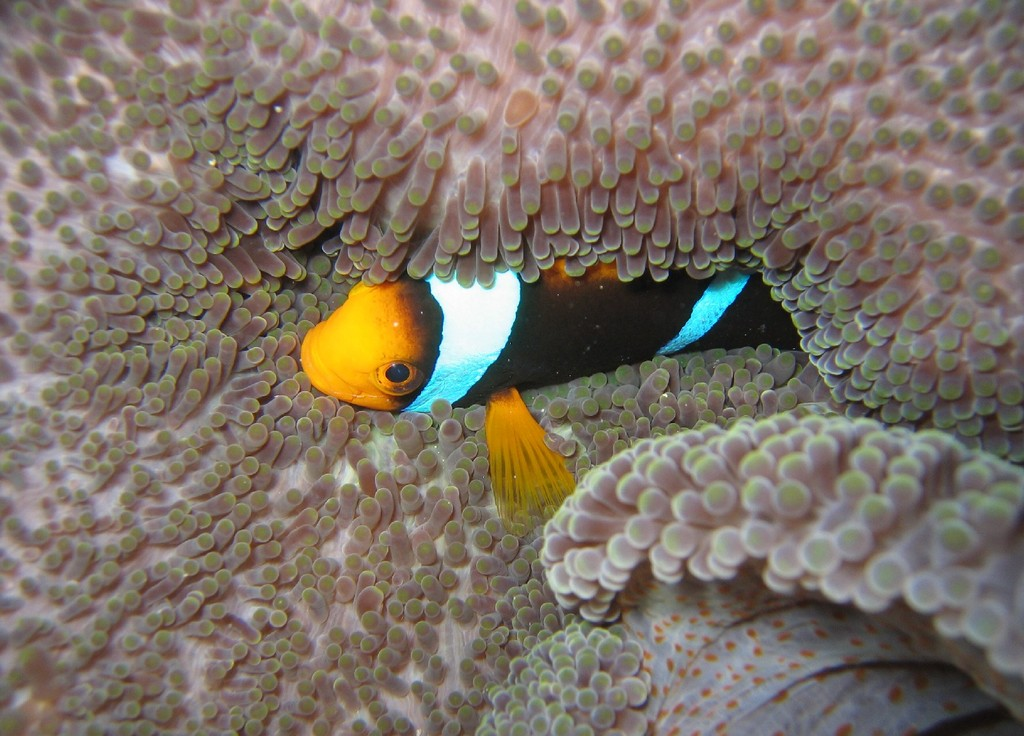
A. chrysopterus en, Stichodactyla sp, Islas del Almirantazgo
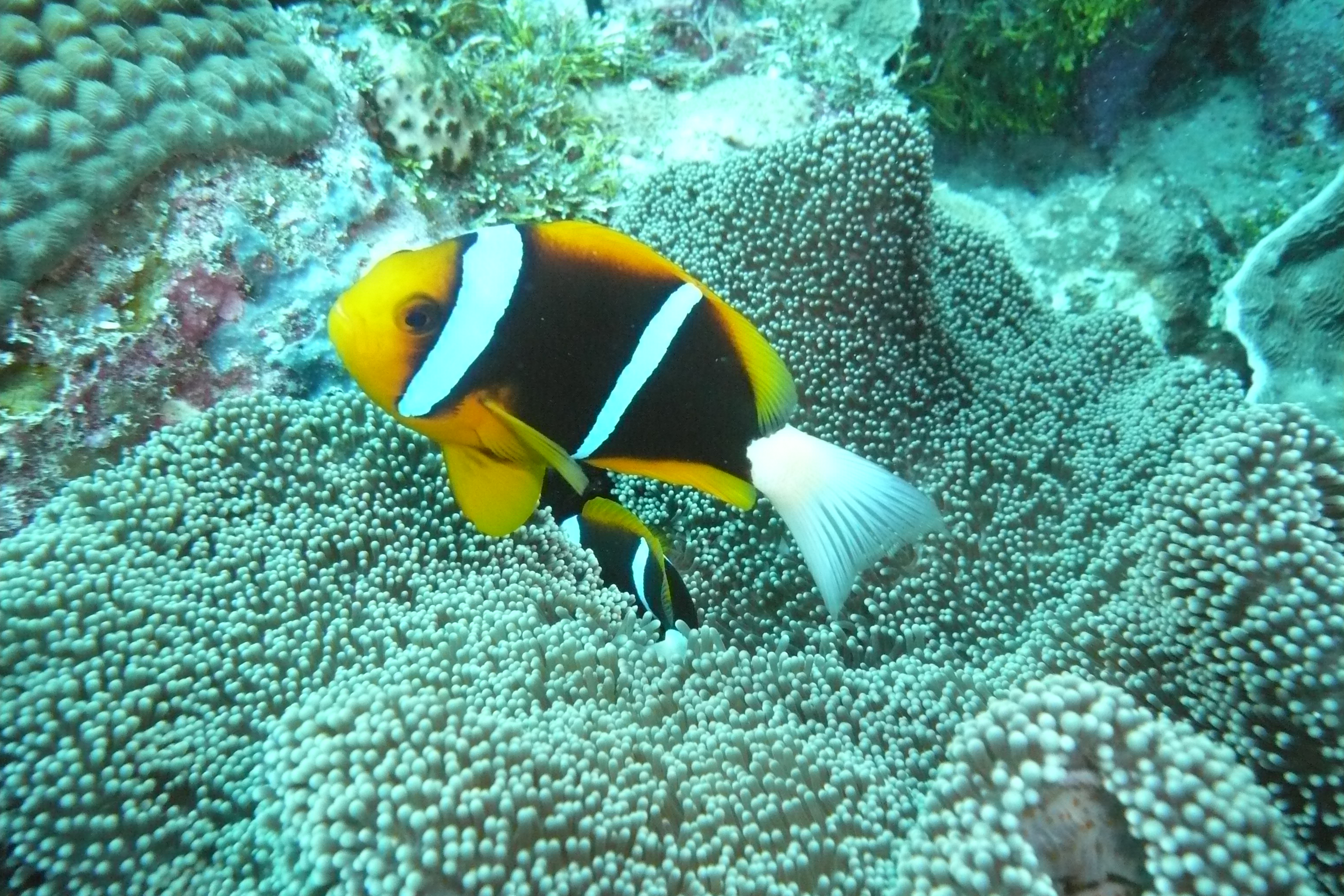
En Palaos
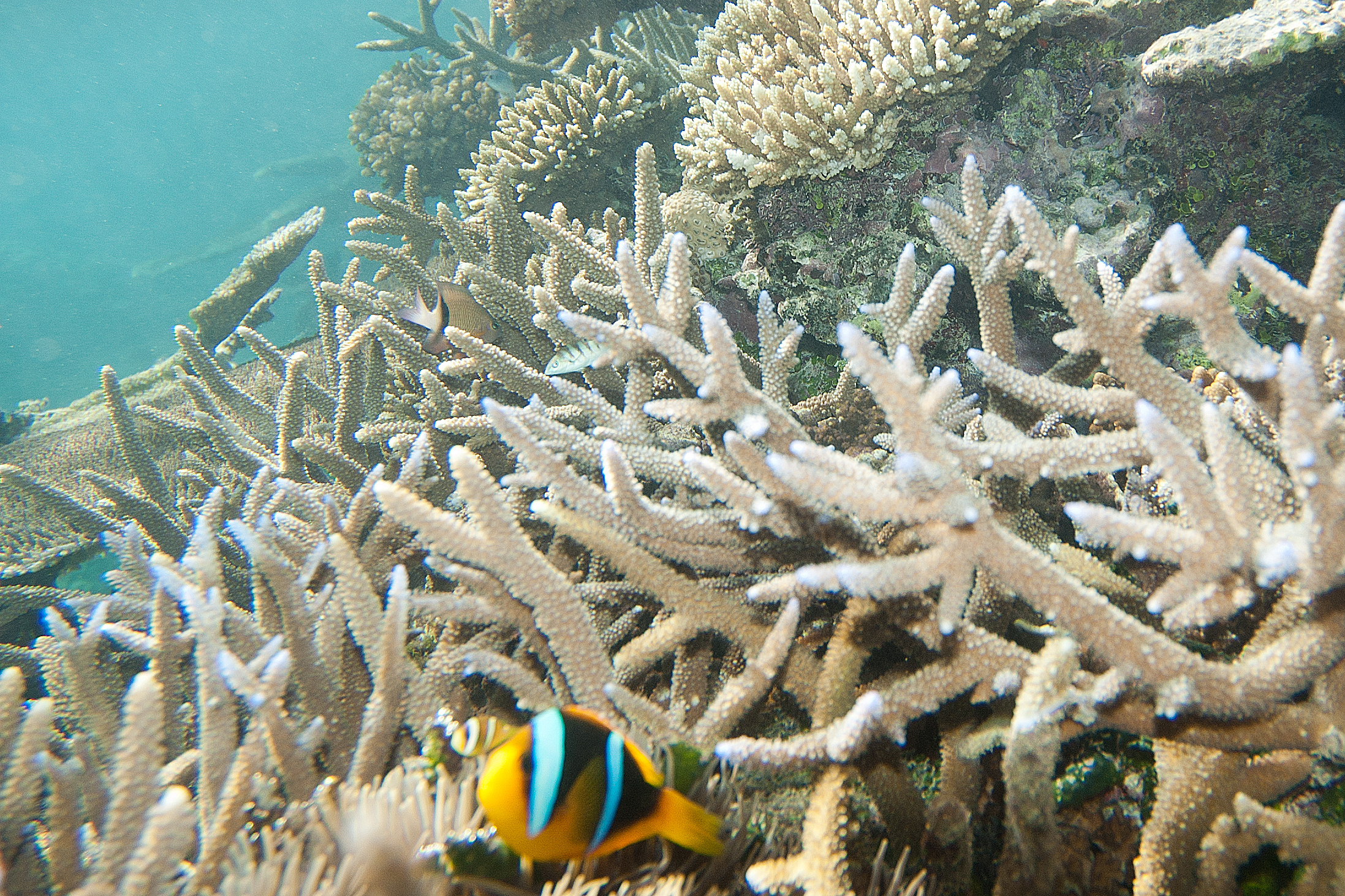
Entre colonias de Acropora